# Ronja Merkel
Ronja Merkel (* 26. Juni 1989) ist eine deutsche Kunsthistorikerin und Journalistin.

## Leben
Ronja Merkel studierte Kunstgeschichte, Archäologie und Filmwissenschaft in Mainz und München. 2021 begann sie außerdem ein Studium der Psychologie an der PFH Göttingen. Über ihre Herkunft ist wenig bekannt, laut eigener Aussage wuchs sie in „nicht privilegierten Verhältnissen“ in einem Dorf nahe Bonn auf.
Ihren Einstieg in den Journalismus fand Merkel 2013 über ein Praktikum bei dem Stadtmagazin Journal Frankfurt. Ein knappes Jahr später übernahm sie dort noch während ihres Bachelorstudiums die Leitung des Kunstressorts. Anschließend, ab Oktober 2015, war sie rund drei Jahre für Christian Strasser und dessen Buchverlage Europa und Scorpio tätig, wo sie diverse Führungspositionen innehatte. Unter anderem leitete sie – ebenfalls noch während ihres Studiums – das vor allem für spirituelle, englischsprachige Autoren wie Gabrielle Bernstein und Louise Hay bekannte Imprint LEO. In ihrer Zeit als Programmleiterin strukturierte Merkel den LEO-Verlag grundlegend um. Das Programm konzentrierte sich fortan verstärkt auf junge deutschsprachige Autoren, die bereits über eine gewisse Social-Media-Bekanntheit verfügten und für zeitgemäße ganzheitliche Themen standen. Außerdem stellte Merkel auf eine vollkommen nachhaltige Produktion um.
Im September 2018 wechselte Ronja Merkel wieder zum Journal Frankfurt und übernahm dort im Alter von 29 Jahren als erste Frau in der damals 30-jährigen Geschichte des Verlags die Chefredaktion. Wie zuvor der LEO-Verlag erfuhr auch das bis dato vor allem als Lifestyle-Magazin wahrgenommene Blatt unter Merkel inhaltlich einen deutlichen Wandel. Unter ihrer Leitung wurde das Magazin politischer und gesellschaftskritischer. In einem Interview mit dem Medium Magazin sagte Merkel, ihr sei besonders wichtig, mit ihrer Arbeit ein deutliches Zeichen gegen Antisemitismus, Sexismus und jede andere Form der Diskriminierung zu setzen. Für ihr Engagement zeichnete sie das Medium Magazin 2019 in der Kategorie „Top 30 bis 30“ als herausragendes Nachwuchstalent aus.
Ebenfalls 2019 machte Ronja Merkel sexistische Übergriffe öffentlich, die sie im beruflichen wie privaten Alltag erlebt haben soll. Bei einem Empfang von Frankfurts Oberbürgermeister Peter Feldmann prangerte sie in einer Rede vor rund 150 geladenen Gästen an, mehrfach unter anderem von Politikern sexuell belästigt worden zu sein. Der Frankfurter Rundschau sagte sie, sie kenne keine Frau, die nicht von sexistischen Vorfällen berichten könne.
Eine im September 2019 im Online-Magazin des Journal Frankfurt veröffentlichte Recherche Merkels zu einem Treffen des damaligen Geschäftsführers der HessenFilm und Medien GmbH Hans Joachim Mendig mit dem AfD-Bundesvorsitzenden Jörg Meuthen hatte die Entlassung Mendigs zur Folge. Der vom Journal veröffentlichte Artikel „Ein Flirt mit der AfD“ löste bundesweit ein breites mediales Echo aus; wenige Wochen später beendete der Aufsichtsrat der HessenFilm und Medien GmbH unter Vorsitz der hessischen Ministerin für Wissenschaft und Kunst Angela Dorn (Bündnis 90/Die Grünen) die Zusammenarbeit mit Mendig.
Im Juni 2021 wurde bekannt, dass Ronja Merkel das Journal Frankfurt verlässt, um in die Frankfurter Kommunalpolitik zu wechseln. Im September desselben Jahres übernahm sie die Büroleitung der u. a. für Digitalisierung und Teilhabe zuständigen Volt-Dezernentin Eileen O’Sullivan. Nach rund sechs Monaten kündigte Merkel an, das Dezernat Ende Februar 2022 „aus privaten Gründen“ verlassen zu wollen.

## Auszeichnung
2019: „Top 30 bis 30. Junge Talente im Journalismus“, Medium Magazin